# Passagianie
Passagianie (wł. passagieri – przelotne ptaki) – członkowie ruchu heretyckiego powstałego na przełomie XI/XII wieku w Lombardii, w północnej Italii, choć prawdopodobnie źródła ruchu były gdzie indziej, stąd jego włoska nazwa. Passagianie znajdowali się pod silnym wpływem judaizmu i tekstów Starego Testamentu. Praktykowali żydowskie zwyczaje, w tym obrzezanie i koszerność. Nie uznawali Jezusa Chrystusa za Syna Bożego, a jedynie za człowieka doskonałego. W roku 1184 papież Lucjusz III wyklął passagian i zostali oni prawdopodobnie rozproszeni do końca XII wieku. Nie są znani przywódcy passagian, a ich doktryna znana jest tylko z opisów w dziełach późniejszych autorów.